# David Snellgrove
David Snellgrove (Portsmouth, 29 juni 1920 – 25 maart 2016) was een Brits tibetoloog en boeddholoog.

## Levensloop
Snellgrove ging naar de Christ's Hospital, een school in West Sussex, en studeerde daarna Duits en Frans aan de universiteit van Southampton. In 1941 werd hij opgeroepen voor militaire dienst bij de Royal Engineers. Hij kreeg een officiersopleiding in het Schotse Dunbar, enkele cursussen om te kunnen werken voor de inlichtingendienst en verdere opleiding bij de War Office in Londen.
Hij werd gestationeerd in Brits-Indië en kwam in juni 1943 aan in Bombay. Hij reisde over land naar Calcutta en werd gelegerd in het nabij gelegen Barrackpore aan de rivier Hooghly in West-Bengalen. Hier liep hij malaria op en werd hij naar een ziekenhuis overgebracht in Lebong, iets ten noorden van Darjeeling. Terwijl hij hier herstelde, ontstond zijn eerste interesse in wat de rest van zijn leven bepalend zou worden. Hier schafte hij namelijk enkele boeken over Tibet aan die waren geschreven door Sir Charles Bell. Daarnaast kocht hij ook een werk over Tibetaanse grammatica.
Snellgrove reisde af en toe naar Kalimpong waarbij hij zich liet vergezellen door een Tibetaanse bediende zodat hij iemand had om de taal te leren spreken. Ook reisde hij naar de Sikkim, een kleine staat in de Himalaya, waar hij een keer een ontmoeting had met Sir Basil Gould, in die tijd de vertegenwoordiger van het Verenigd Koninkrijk in Tibet.
Het lukte hem niet om een baan bij de Indiase overheidsdienst in Tibet te krijgen, ondanks dat hij was geslaagd voor een speciaal examen ervoor. Om dit toch te bereiken, wilde hij een studie Tibetaans beginnen. Er was echter geen universiteit die een opleiding Tibetaans aanbood, waardoor hij zich door polyglot Harold Walter Bailey liet overtuigen dat een goede kennis van het Sanskriet en Pali ook erg nuttig kon zijn.
In oktober 1946 begon hij daarom met een studie aan het Queens' College dat deel uitmaakt van de universiteit van Cambridge. Terwijl hij hier studeerde, bekeerde hij zich onder invloed van zijn vriend en benedictijnse monnik Bede Griffiths tot het rooms-katholicisme. In Cambridge behaalde hij een doctoraat in literatuur.
Nadat hij zijn studie afrondde, begon hij in 1950 les te geven in de basiskennis van het Tibetaans aan de School of Oriental and African Studies (SOAS), dat een onderdeel vormt van de universiteit van Londen. Hij bleef hoogleraar Tibetaans aan de SOAS tot zijn pensionering in 1982. Daarnaast was hij als fellow verbonden aan de British Academy.
Samen met Hugh Richardson richtte hij het Institute of Tibetan Studies op in het Engelse Tring. Begin jaren zestig slaagde Snellgrove erin Samten Gyaltsen Karmay via de Rockefeller Foundation naar Europa te krijgen, een specialist in de bönreligie en de dzogchen uit de nyingmaschool van het Tibetaans boeddhisme. Karmay bekleedde begin jaren 2000 ook nog de Numata-leerstoel aan de Universiteit Leiden.
Snellgrove schreef een groot aantal werken en artikelen. Hij richtte zich in zijn onderzoek steeds meer op de geschiedenis van Zuidoost-Azië. Ook tijdens zijn emeritaat is hij blijven onderzoeken en schrijven en verbreedde hij zijn terrein naar Indonesië en Cambodja. Veel van zijn boeken zijn later in herdruk opnieuw uitgebracht. In 2014 werd aan de School of Oriental and African Studies in Londen een nieuwe leerstoel gecreëerd die zijn naam draagt.